# Coen Teulings
Coenraad Nicolaas (Coen) Teulings (Rijswijk, 13 december 1958) is een Nederlands econoom en sinds 1 januari 2018 universiteitshoogleraar aan de Universiteit Utrecht. Van 1 mei 2006 tot 1 mei 2013 was hij directeur van het Centraal Planbureau (CPB).

## Levensloop
Na een studie economie aan de Universiteit van Amsterdam promoveerde Coen Teulings in 1990 aan dezelfde universiteit op het proefschrift Conjunctuur en kwalificatie. Na zijn promotie werd Teulings onder meer hoogleraar arbeidseconomie en hoofd van de afdeling 'inkomensbeleid' op het Ministerie van Sociale Zaken en Werkgelegenheid. Van 1998 tot 2004 was Teulings directeur van het Tinbergen Instituut, het gemeenschappelijke onderzoeksinstuut van de Universiteit van Amsterdam, de Vrije Universiteit Amsterdam en de Erasmus Universiteit. In mei 2004 volgde hij Hugo Keuzenkamp op als directeur van SEO Economisch Onderzoek. In februari 2006 besloot het kabinet dat Teulings per 1 mei 2006 Henk Don zou opvolgen als directeur van het Centraal Planbureau; dat bleef hij tot 1 mei 2013.
Daarnaast maakte Coen Teulings enkele jaren deel uit van de Centrale Plan Commissie, het adviesorgaan van het Centraal Planbureau, en was hij lid van de commissie-Dijkstal, die onderzoek deed naar de beloningsstructuur voor politieke ambtdragers en topambtenaren. Verder schreef hij in 2004 mee aan het nieuwe beginselprogramma van de Partij van de Arbeid.
Tot 1 mei 2013 was Teulings als directeur van het CPB ambtshalve kroonlid van de Sociaal-Economische Raad (SER). Van 2013 tot eind 2017 was hij hoogleraar economie aan de Universiteit van Cambridge en deeltijdhoogleraar aan de Universiteit van Amsterdam. Sinds 1 januari 2018 is hij universiteitshoogleraar in Utrecht en deeltijdhoogleraar in Cambridge. Sinds september 2013 is Teulings voorzitter van de Raad van Toezicht van het Kunstmuseum Den Haag.

### Uitspraak voordelen Euro
In 2011 voerde het Centraal Planbureau een onderzoek uit naar de effecten van de euro voor Nederland en publiceerde dit onder andere in het boek 'Europa in Crisis'. Een van de conclusies van het onderzoek was dat de euro mogelijk een voordeel ter grootte van een weeksalaris heeft gebracht, maar dat dit onzeker is. In een interview met De Telegraaf in mei 2014 stelde Teulings als voormalig directeur van het Planbureau dat deze conclusie met een korrel zout genomen moet worden. Zijn uitspraak leidde tot kritiek van economen en politici. Zo vond econoom Lex Hoogduin de opmerkingen van Teulings schadelijk voor de geloofwaardigheid van het CPB.

### Herstel-NL
Teulings was betrokken bij Herstel-NL, een organisatie met een plan om de economie weer te openen in plaats van de lockdown die in februari 2021 was ingesteld als gevolg van de Coronapandemie. Teulings verdedigde het voorstel, waarop veel kritiek kwam, onder meer bij het televisieprogramma Op1. Vooral het idee om kwetsbare mensen over te brengen naar "veilige zones" viel niet bij iedereen goed. Teulings werd verweten dat hij zijn rol als onafhankelijk wetenschapper zou hebben verzaakt. Enkele dagen nadat de plannen waren gepresenteerd liet Teulings weten niet langer actief te zijn voor Herstel-NL.

## Familie
Coen Teulings is de kleinzoon van oud-vicepremier Frans Teulings. Hij is getrouwd met Salomé Bentinck (ir. S.A. barones Bentinck) met wie hij een zoon en een dochter heeft.
- Gemeinsame Normdatei: 123317983
- International Standard Name Identifier: 0000 0003 6812 3739
- Library of Congress Control Number: n92046531
- Mathematics Genealogy Project: 242810
- NARCIS: PRS1239788
- Nationale Bibliotheek van Israël: 987007447741105171
- Nederlandse Thesaurus van Auteursnamen: 073098515
- Virtual International Authority File: 247581970
- WorldCat: E39PBJgxpGtgQtrb7pvcypKw4q